# Psychomarkt
Die Bezeichnung Psychomarkt steht für die Vielfalt der Anbieter und Angebote psychologischer Dienstleistungen, wobei die negative Konnotation aufgrund der großen Anzahl konkurrierender Angebote und deren unterschiedlicher, schwer zu überprüfender, sowie oft fragwürdigen Qualität Kern bei der Verwendung dieses Labels ist. Durch den Begriff Markt soll verdeutlicht werden, dass es sich dabei um einen stark kommerziellen Bereich handelt.
Pseudotherapeutische Leistungen kommen z. B. als psychologische Diagnostik, Lebensberatung und Lebenshilfe, Persönlichkeitsentwicklung, Psychotherapien, aber auch als technische Lösung daher und suchen bewusst die Nähe zu etablierten Begrifflichkeiten und evidenzbasierten Verfahren. Der Umsatz pro Jahr wird in Deutschland je nach Definition zwischen 5 und 20 Milliarden Euro geschätzt.

## Gesetzliche Regelungen, Normen und Marktregulation
Es wurde in Deutschland (Psychotherapeutengesetz seit 1999), in Österreich (Psychologengesetz seit 2013) und der Schweiz (Psychologieberufegesetz seit 2013) erreicht, das professionelle Angebot von Psychotherapie (bzw. der gesundheitspolitisch wichtigen Psychologieberufe in der Schweiz) gesetzlich verbindlich zu regeln und an eine entsprechende Aus- und Weiterbildung in akkreditierten Ausbildungsgängen sowie Qualitätsstandards zu binden, deren Einhaltung auch  durch die Fachverbände gewährleistet wird.
Das darüber hinausgehende Bedürfnis nach Konsumentenschutz und Qualitätssicherung auf den dadurch nicht regulierten Gebieten (Beratung und ihre Formen) hatte dazu geführt, in Deutschland einen „Gesetzentwurf über Verträge auf dem Gebiet der gewerblichen Lebensbewältigungshilfe und der Persönlichkeitsentwicklung“ (Kurzbezeichnung „Psychomarkt-Gesetzentwurf“) einzubringen. Er ist 2004 im Bundesrat gescheitert. Unter anderem sollten die Anbieter darin verpflichtet werden, Auskunft über ihre Qualifikation und die angewandten Methoden zu geben, um die Qualität einschätzbar zu machen. Ein Grund für das Scheitern waren Konsensfindungsprobleme bei der Definition von Qualität, ein weiterer die Frage, welche der zahlreichen Angebote unter diese Bezeichnung fallen.
Bisher werden Qualitätsanforderungen für psychologische Dienstleistungen fachintern von Berufsverbänden definiert. Qualitätsnormen für die Psychologische Diagnostik sind vorhanden, sie werden aber außerhalb der gesetzlich geregelten Bereiche unterschiedlich gehandhabt. Die DIN 33430, die Eignungsdiagnostik mittlerweile in Deutschland und in adaptierten Formem auch in Österreich (ÖNORM D 4000) und der Schweiz regelt, ist eine freiwillige Norm, die vor allem den Auftraggebern bekannt gemacht werden muss, damit diese entsprechend qualifizierte Anbieter ls Auftragnehmer wählen.

### Einschätzung der Qualifikation der Dienstleister
Ein Schutz von Berufsbezeichnungen (Titelschutz) legt fest, dass bestimmte Tätigkeiten nur von festgelegten Berufen ausgeübt werden dürfen (wie bei Psychotherapie in Deutschland und Österreich). Innerhalb der Wirtschaftspsychologie sind die meisten Tätigkeitsfelder aber nicht an bestimmte Qualifikationen gebunden (z. B. die gesamte Personaldiagnostik).
- Akademische Bezeichnungen wie Doktor und Master sind in vielen Ländern geschützt, bezeichnen jedoch nur eine wissenschaftliche Qualifikation ohne Bezug zu einem bestimmten Fachgebiet.
- In Deutschland sind der Titel Diplom-Psychologe bzw. die entsprechenden Masterabschlüsse geschützt. Des Weiteren ist die Tätigkeit auf dem Gebiet der Psychotherapie gesetzlich geregelt. Der Titel Psychotherapeut ist gesetzlich geschützt.[8]
- In Österreich existiert ein Psychologengesetz, welches den Titel Psychologe und die Tätigkeit schützt, eingeschlossen die Psychotherapie.
- Ebenso ist  in der Schweiz durch das Psychologiegesetz die Berufsbezeichnung Psychologe geschützt und die Ausübung von Psychotherapie geregelt[4].

### Berufsverbände
- Verband Psychologischer Psychotherapeuten (VPP)
- Berufsverband Österreichischer PsychologInnen (BÖP)
- Schweizer Psychotherapeutinnen und Psychotherapeutenverband (ASPV)